# Gråbukig blomstickare
Gråbukig blomstickare (Diglossa carbonaria) är en fågel i familjen tangaror inom ordningen tättingar.

## Utbredning och systematik
Fågeln förekommer i Anderna i västra Bolivia (La Paz till Chuquisaca) och närliggande nordvästra Argentina. Den behandlas som monotypisk, det vill säga att den inte delas in i några underarter.

## Status
IUCN kategoriserar arten som livskraftig.